# Міщенко Михайло Іванович (астроном)
Михайло Іванович Міщенко — український астроном, лауреат Державної премії України (2003) і Премії НАНУ імені М. П. Барабашова (1993).

## Відзнаки
- Премія НАН України імені М. П. Барабашова за цикл робіт «Поляризація випромінювання атмосферами планет і хмарами міжзоряного пилу», у співавторстві з Олександром Мороженком і Едгардом Яновицьким (1993)
- Державна премія України в галузі науки і техніки за роботу «Розвиток теоретичних основ, розробка та застосування поляриметричних методів і апаратури для дистанційного зондування об'єктів Сонячної системи наземними та аерокосмічними засобами» (2010, спільно з 9 співавторами)